# دهستان دولت‌آباد (ابهر)
دهستان دولت‌آباد نام دهستانی در بخش مرکزی شهرستان ابهر، استان زنجان در ایران است. براساس سرشماری مرکز آمار ایران در سال ۱۳۸۵، جمعیت آن ۴۲۲۸ نفر (۹۳۷ خانوار) بوده‌است.